# Tipula sublunata
Tipula sublunata är en tvåvingeart som beskrevs av Evgenyi Nikolayevich Savchenko 1952. Tipula sublunata ingår i släktet Tipula och familjen storharkrankar. Inga underarter finns listade i Catalogue of Life.